# Dōbutsu no kuni
Dōbutsu no kuni (どうぶつの国? lett. "Il paese degli animali") è uno shōnen manga scritto e disegnato da Makoto Raiku sulla rivista Bessatsu Shōnen Magazine di Kōdansha tra il 9 settembre 2009 e l'8 febbraio 2014. La serie si compone di 56 capitoli, incluso un prologo, suddivisi in 14 volumi tankōbon pubblicati tra il 2010 e il 2014; il manga è stato tradotto e pubblicato anche in Francia, negli Stati Uniti e a Taiwan. La storia segue un bambino che viene abbandonato dalla madre per finire in un mondo abitato da soli animali.

## Trama
In un mondo abitato da soli animali, un tanuki di nome Monoko rimane orfana a causa della morte dei suoi genitori da parte di una lince, diventando l'unica tanuki senza una famiglia. Un giorno, mentre stava pescando, trova un bambino abbandonato in una cesta di nome Tarouza e decide di tenerlo e crescerlo come se fosse suo figlio. Il bambino cresce così tra gli animali e diventa capace di comunicare con qualunque specie viene a contatto, riuscendo così a salvare la lince nera Kurokagi. Insieme ad altri animali, in sette anni costruisce un villaggio dove diverse specie di erbivori possano vivere in pace.
Crescendo, Tarouza viene a contatto con altri umani: Capri, una bambina cresciuta da un branco di leoni; Jū, un ragazzo che conduce una vita solitaria con un lupo; Giller, un uomo che desidera distruggere tutti gli animali tramite degli esseri geneticamente modificati chiamati chimere; Riemu, una ragazza cresciuta tra i gorilla. Venendo a contatto con numerose specie di animali, Tarouza inizia a coltivare il sogno di riunire in un unico gruppo tutti gli animali creando un mondo pacifico e cercando una tipologia di cibo che possa essere mangiato sia da carnivori sia da erbivori.

## Personaggi
- Tarouza (タロウザ?): un bambino che viene abbandonato dalla madre che lo lascia in una cesta su un fiume, venendo in seguito adottato da una tanuki di nome Monoko. Ha un misterioso potere che gli permette di parlare e connettersi con tutti gli animali. Cresce in un gruppo di animali erbivori, favorendo la costruzione di una società di animali e difendendola dai carnivori che si aggirano nel territorio circostante, sviluppando poi il desiderio di creare una comunità di animali che includesse anche i carnivori, ricercando cibarie che possano essere mangiate sia dai carnivori sia dagli erbivori. Dopo la morte di Monoko, lascia la comunità e si avventura con alcuni animali alla ricerca di questo alimento.
- Monoko (モノコ?): un tanuki che, dopo la morte dei suoi genitori per mano di una lince, soffre di solitudine poiché è l'unica tanuki senza una famiglia. Durante la ricerca di pesci in un fiume, recupera una cesta contenente Tarouza, un bambino umano, che decide di allevare come se fosse suo.
- Kurokagi (クロカギ?): è una lince che viene salvata da Tarouza e che da quel momento giura di proteggere, vivendo per anni insieme al branco di animali erbivori. Ha sempre vissuto col motto "Il più forte divora il più debole".
- Capri (カプリ?, Kapuri): è una bambina allevata da un branco di leoni, cosa che causa diversi scontri col gruppo di erbivori di Tarouza. Vede ogni erbivoro come una potenziale preda ed è anche lei in possesso di un potere che le permette di parlare con gli animali.
- Jū (ジュウ?): è il secondo umano incontrato da Tarouza, è un ragazzo sadico e violento che vive insieme ad un lupo, con cui è sempre in viaggio.
- Giller (ギラー?, Girā): un uomo che utilizza il suo potere di parlare con gli animali e la tecnologia a disposizione nella Torre di Babele per distruggere ogni essere vivente sul pianeta.
- Riemu (リエム?): un'umana cresciuta dai gorilla, possiede anch'ella il potere di comunicare con gli animali.

## Produzione
Makoto Raiku dichiarò di voler scrivere una storia a target shōnen con spunti inediti. Il primo personaggio creato da Raiku fu Monoko, inizialmente pensata alle prese della crescita di Tarouza nel mondo umano, ma cambiò idea dopo un confronto col suo editore. L'abilità di Tarouza di riuscire a comunicare con tutte le specie animali è stata descritta dall'autore come una versione potenziata del linguaggio umano. Raiku partecipò inoltre ad un viaggio alla riserva faunistica di Masai Mara in Kenya per effettuare ricerche sulle varie specie animali poiché necessitava di fotografie degli animali a causa della difficoltà trovata nel disegnarli, i quali furono disegnati in maniera tale da consentirgli l'inserimento nella storia di sketch comici nonostante i temi difficili presenti nel manga

## Pubblicazione
Makoto Raiku ha iniziato la serializzazione di Dōbutsu no kuni sul numero di inaugurazione della rivista Bessatsu Shōnen Magazine il 9 settembre 2009 con un capitolo 0 che fa da prologo alla storia e presenta il personaggio di Kurokagi; il manga ha continuato la sua serializzazione fino al numero 3 del 2014 di Bessatsu Shōnen Magazine, uscito l'8 febbraio 2014, dove si è concluso col capitolo 56. I capitoli sono stati raccolti in 14 volumi tankōbon e pubblicati tra il 17 marzo 2010 e il 7 marzo 2014. Inoltre sono stati pubblicati due one-shot il 17 marzo e il 18 agosto 2010 sulla rivista Weekly Shōnen Magazine, oltre a alcuni yonkoma scritti da 28 autori per festeggiare il sesto mesiversario di pubblicazione della serie su Bessatsu Shōnen Magazine.
All'estero, il manga è tradotto in inglese dal 16 agosto 2011 da Kodansha Comics USA col titolo Animal Land, in Francia da Ki-oon dal 23 gennaio 2014 col titolo Animal Kingdom e in Taiwan da Tong Li Publishing tra il 31 luglio 2010 e il 12 giugno 2014.

## Accoglienza
In Giappone, i volumi del manga hanno riscosso un buon successo, con i volumi 8, 10, 11, 13 e 14 che si classificano tra i 50 manga più venduti nella settimana di uscita. Young Adult Library Services Association, divisione dell'American Library Association, ha inserito Dōbutsu no kuni tra le migliori serie a fumetti per ragazzi del 2012.. Nel 2013 la serie ha vinto il 37° Kodansha Manga Award nella categoria per il miglior manga per bambini. Negli Stati Uniti, il terzo volume del manga risulta anche tra i manga best seller nella lista del The New York Times